# Cor Scorpii
Cor Scorpii est un groupe norvégien de black metal, originaire de Sogndal.

## Historique
Cor Scorpii est formé des cendres de Windir à la fin de 2004 par le claviériste Gaute Refsnes. Cor Scorpii est un nom dérivé d'Antarès, l'étoile la plus brillante de la constellation du Scorpion, qui signifie littéralement « cœur du scorpion ». Après la mort tragique de Terje « Valfar » Bakken et les concerts d'adieu à Windir, il décide de mettre ses propres idées musicales dans un nouveau groupe. Les anciens membres de Windir Stian Bakketeig (guitare) et Jørn Holen (batterie) se joignirent alors à lui. La formation se complète avec Thomas Øvstedal (chant), Rune Sjøthun (guitare) et Inge Jonny Lomheim (basse). Ces derniers ne sont pas musicalement liés à Windir mais le groupe officie dans un genre très proche. 
En juillet 2005, Cor Scorpii entre au studio 1184 et au Amla Metal Studio, pour enregistrer leur première démo, Attergangar. Attergangar est composé de quatre morceaux de metal extrême, avec une emphase sur les mélodies, l'agression et les atmosphères. La démo est très bien accueillie par les adeptes du genre et par la presse spécialisée. La démo retient aussi l'attention de plusieurs maisons de disques. Cor Scorpii signe avec le label Hollandais Descent Productions. Après la sortie de la démo, Jørn Holen quitte le groupe à cause de sa situation personnelle et ses obligations face à son autre groupe, Vreid. Après de grandes recherches pour un nouveau batteur, Ole « Vargon » Nordsve (Celebratum, The Embraced, ex-Hellstorm) rejoint le groupe vers la fin de 2006. 
Le premier concert de Cor Scorpii s'effectue dans leur ville natale en août 2007 lors du Støy Festival ; le groupe fait de même l'année suivante, participant à de plus grands événements comme l'Inferno Metal Festival. En juillet-août 2007, le groupe décide d'enregistrer son premier album, Monument. Cor Scorpii entre dans le Børge Finstad's Top Room Studio, où l'album est enregistré et mixé. La sortie de l'album s'effectue en mars 2008, et son accueil est très positif par l'ensemble de la presse. En 2009, le groupe joue aux Pays-Bas puis au Ragnarök Festival en Allemagne.
En janvier 2010, Stian Bakketeig quitte le groupe à cause d'un manque de temps causé par son investissement dans le groupe Vreid. Il est remplacé en juin 2010 par Erlend Nybø. Monument est réédité en mars 2010, dans une édition regroupant les titres de Monument et ceux de la démo Attergangar, remasterisés pour l'occasion.

## Membres

### Membres actuels
- Inge Jonny Lomheim – basse (depuis 2004)[2]
- Rune Sjøthun – guitare rythmique (depuis 2004)[2]
- Gaute Refsnes  – clavier, chant clair (depuis 2004)[2]
- Thomas S. Øvstedal – chant (depuis 2004)[2]
- Ole Nordsve – batterie (depuis 2006)[2]
- Erlend Nybø – guitare solo (depuis 2010)[2]

### Anciens membres
- Steingrim – batterie (2004-2005)[2]
- Strom – guitare solo (2004-2010)[2]

## Discographie
- 2005 : Attergangar (démo)
- 2008 : Monument
- 2018 : Ruin